# Ignacio León Velasco
Ignacio León Velasco y Velasco (Popayán, 11 de abril de 1834-Bogotá, 10 de abril de 1891) fue un eclesiástico y teólogo colombiano, obispo de Pasto y arzobispo de Bogotá en la última década del siglo XIX.

## Biografía y carrera eclesiástica
Nació en Popayán el 11 de abril de 1834 hijo de Manuel José Alonso de Velasco y Rafaela Velasco Castro y Vergara, fue el mayor de tres hermanos, José María y Pedro José Velasco y Velasco.
Comenzó como noviciado en la Compañía de Jesús, orden religiosa a la que ingreso cuando contaba con tan solo 14 años de edad. Velasco ingresa a la orden cuando en Colombia se vive una de las mayores persecuciones religiosas gestionadas por los diferentes gobiernos Liberales, lo que lleva a que Velasco viva en el exilio durante varias décadas.
Durante el periodo de exilio viajó por diferentes países entre ellos, Ecuador, Guatemala, México y España, en este último fue ordenado sacerdote el 19 de agosto de 1860 en Salamanca, España. Trabajo como Maestro en Teología y Filosofía en Palmas de Gran Canaria en España, en Guayaquil, Ecuador y en el Colegio de San Ildefonso en la Ciudad de México.
En su estadía en Ecuador, el Arzobispo de Quito José María Ordóñez y Lasso lo consagra sacerdote el 3 de junio de 1883, cuando es nombrado obispo de Pasto por el papa León XIII.

### Llegada a Pasto
Velasco en Pasto comienza su labor social como Maestro de Novicios de Pasto por la Compañía de Jesús, cuando es nombrado el 15 de marzo de 1883 Obispo de la Diócesis de Pasto.
Durante su periodo como obispo de Pasto crea y funda un Seminario a cargo de los Jesuitas y la Casa de las Bethlemitas; a su vez fomenta la construcción de una Fábrica de Ladrillos y en compañía de las Hermanas de la Caridad trabajo en la asistencia social del Hospital.
Finalmente Su Santidad el papa León XIII lo nombra arzobispo de Santa Fe (Actual Arquidiócesis de Bogotá) el 27 de mayo de 1889 tras la muerte de Monseñor José Telésforo Paúl.

### Arzobispo de Bogotá
Inició su labor como arzobispo de Santa Fe el 10 de abril de 1889. Muchas de las acciones tomadas por Monseñor Velasco como arzobispo de la capital fueron tomadas de muy mal manera por parte de la élite social y eclesial de esta década.
Entre las acciones tomadas por Monseñor Velasco está la remodelación interna de la Catedral Metropolitana de Bogotá, suprimió los lujos de los Conventos de Monjas y dictó medidas que prohibían el mercado los Domingos, además de ello, gran parte del clero bogotano sufrió grandes reformas a partir de su administración y dentro de su gestión se conoce la venida de los salesianos constituyendo la inauguración y creación del Colegio Salesiano de León XIII en 1890.
Finalmente, tras años de sufrir una enfermedad respiratoria, Velasco fallece el 10 de abril de 1891 en Bogotá. Su cuerpo descansa en la Iglesia de San Ignacio